# Prairie View, Kansas
Prairie View är en ort i Phillips County i delstaten Kansas. Vid 2010 års folkräkning hade Prairie View 134 invånare.